# Carles Loré Barraguer
Carles Loré Barraguer (Santa Coloma de Gramenet, Barcelonès, 15 de setembre de 1961) és un atleta català especialitzat en curses d'orientació.
Com a membre del Club Orientació Catalunya, el 1994 Carles Loré fou el primer campió absolut de Catalunya. També aconseguí el títol de campió d'ultrallarga distància els anys 1995 i 1997, i el de mitjana distància i esprint el 1997. Entre moltes altres competicions, ha guanyat la Copa Catalana en tres ocasions (1993, 1997, 1998), i la Lliga Catalana en dues (1993, 1994, 1996). Com a promotor i dirigent esportiu, ha estat vicepresident de la Federació de Curses d'Orientació de Catalunya entre els anys 1991 i 2006, i és el seu president des de l'any 2006. Fou el primer classificat en el Campionat de França de raids d’estratègia (2002), subcampió de la Copa de França de marató-O (1999) i guanyador de la Lliga Espanyola de marató-O (2008), juntament amb Miquel Soro Martí. Loré, també és autor dels manuals de l'assignatura d'Orientació en els cursos de guies de muntanya de la Escuela Española de Alta Montaña de Benasque.